# Zelengrad
Pour les articles homonymes, voir Zelengrad (homonymie).
Zelengrad (en macédonien Зеленград) est un village du nord-est de la Macédoine du Nord, situé dans la municipalité de Probichtip. Le village comptait 7 habitants en 2002.

## Démographie
Lors du recensement de 2002, le village comptait :
- Macédoniens : 7